# ليث الصندوق
ليث الصندوق شاعر وكاتب وفنان تشكيلي عراقي.

## حياته
ولد ليث الصندوق في بغداد عام 1952 والده الاثاري العراقي المعروف عز الدين الصندوق.انتقل مع عائلته عام 1955 إلى مدينة كركوك النفطية حيث نشأ وترعرع وأكمل فيها دراسته الابتدائية والمتوسطة والجزء الأكبر من دراسته الإعدادية، ثم غادرها منتقلاً مع عائلته ثانية عام 1970 
إلى بغداد.
تخرج الصندوق في كلية الإدارة والاقتصاد عام 1976. عمل أكثر من ثلاثين عاماً في الإدارة العامة شغل خلالها عدداً من المناصب في مراكز بعض الوزارات العراقية وآخرها منصب مدير عام في وزارة الثقافة عام 2003.

## ادب ليث الصندوق
بدأ حياته الإبداعية مع بداية سبعينيات القرن المنصرم بنيله الجائزة الأولى بالشعر على طلبة المدارس في محافظة كركوك وهو يومئذ طالب في الصف الرابع الإعدادي. نالت مجموعته (من أضرم النار في الشجرة) جائزة الإبداع الكبرى عام 1998 وهي يومئذ أرفع جائزة أدبية في العراق.
كتب عنه عدد كبير من النقاد والكتاب والشعراء العراقيين منهم عبد الجبار داوود البصري والدكتور حاتم الصكر وفاضل ثامر وطراد الكبيسي وذو النون الأطرقجي ويوسف نمر ذياب والدكتور محسن أطيمش وراضي مهدي السعيد وهادي الربيعي ونجاح هادي كبة وأمنة محمود وعبد الجبار العتابي والشاعر الكبير يوسف الصائغ.ليث الصندوق من جيل الثمانينات من الشعراء العراقيين.
وصف الشاعر العراقي قيس مجيد المولى بروز جيل الثمانينات بقوله : في بداية الثمانينات بدأ يتبلور جيل شعري في بغداد وهذه أيضا للحقيقة التاريخية وهم أول تجمع أطلق عليه مصنف الثمانينيين وكانوا (قيس مجيد المولى - ليث الصندوق - إبراهيم زيدان -عمار عبد الخالق - علي خميس رحماني - لهيب عبد الخالق - ولم يكمل مشواره مع هذه المجموعة باسم الشيخ) وبدأءوا النشر في الصفحات الثقافية الرئيسة والمجلات الأدبية ومنها الأقلام والطليعة الأدبية وقد استرعت هذه المجموعة انتباه الجيل السبعيني كون انتشارهم كان سريعا ثم بداءت الصفحة الثمانينية تتسع مع وفود العديد من شعراء المحافظات للدراسة في جامعتيهاأو للتواصل أمثال الشعراء رعد فاضل(الموصل)، فضل خلف جبر(الناصرية)، بشار عبد الله (الموصل)، عبود الجابري (النجف)، وكانت اللقاءات المكثفة في مقهى حسن عجمي وكذلك الامسيات الشعرية والتواجد في اتحاد الأدباء وناديه عوامل ساعدت على ان يتعرف البعض مع البعض ومعرفة وجهات النظر حول قظايا الشعر وقد تبنى السبعينيون مجموعة محددة من الشعراء الجدد من غير تشكيلة بغداد.
نشرت له العديد من القصائد في مجلة الآداب البنانية من عقد الثمانينات من القرن الماضي. 
من كتابات ليث الصندوق الحديثة ماركيز في خريف البطريرك، سيمـفونية الضحك المـُرد، والثقافة العراقية وستراتيجية الوجه الضحوك.

## اصداراته
صدرت له المجاميع التالية : 
1. قصائد منقوعة بالدم-1982.
2. الإنسان الأخضر - 1992.
3. من أضرم النار في الشجرة- 1997.
4. صراخ في ليل العالم -2001.
5. أحزان عازف القيثار - 2007.
6. عواء ذئب في غابة -2007.
7. أقمار معلقة بخيوط - 2009.

## قالوا في ليث الصندوق
•	ذو النون الأطرقجي(مجلة الجامعة تشرين الثاني – 1981) : ألطبيعة لدى ليث الصندوق شديدة الأهمية إذ إنها قد تكون الرمز أو البديل أو الإطار الذي تتشكّل داخله الأحداث وتتشابك العلاقات. ولكن هذه الطبيعة بعناصرها قد تأخذ البعد الرومانسي الثوري، وقد تكون البديل الفني، أو الرمز الشفاف، أو الإطار الشامل لقصيدة واقعية اللغة والتفاصيل.
• الشاعر يوسف الصائغ (مجلة ألف باء, 3 شباط 1999): شاعر وجدته يمتلك من قوة الإقناع بجدارته بلقب الشاعر ما يثير في الروح نوعاً من الحسد...آه يا ليث الصندوق... لشد ما تمنيت لو أنا من كتب بعض هذه القصائد.
• الدكتور نجاح هادي كبة(جريدة الزمان (الدولية), ألثلاثاء – 31 تموز 2007) : إن صور ليث الصندوق الغرائبية ليست مزاجية إنما تتأتى من الواقع الذي يحاول الشاعر تغييره بسلاح الشعر، إنه يوقد جمرة المعرفة في نفس القاريء بإسلوب جميل وهذه وظيفة الشعر أو الأدب. إن ليث الصندوق يستطيع أن يعبر بصور غرائبية ومفردات وتراكيب يتميز بها وكأنه نسيج وحده.
• صوته صوت راوٍ يعي إحداثيات الشعر التي تستخدم السرد وتبدّده في آن واحد، وهو يعنى أيضاً بتطوير فضاء موضوعه بتفاصيل تشير إلى صراع محتدم يتغلغل في كل شيء كما يعكس ذلك إحساس الرسام وهو يسلط موضوعه على سطح لغوي(مجلة الأسبوعية، العدد 14 ألصادر في أذار 2008).

## وصلات خارجية
- ليث الصندوق على موقع أرشيف الشارخ.

موقع ادب